# ليور غيلر
ليور غيلر (بالإنجليزية: Lior Geller)‏ هو منتج أفلام وكاتب سيناريو ومصور سينمائي ومخرج أمريكي، ولد في 1982.

## وصلات خارجية
- ليور غيلر على موقع IMDb (الإنجليزية)
- ليور غيلر على موقع قاعدة بيانات الفيلم (الإنجليزية)